# The Gnoll
The Gnoll – stadion wielofunkcyjny w Neath w Walii, na którym swoje mecze rozgrywają zespoły rugby union – Neath RFC (od 1871) oraz South Wales Scorpions (od 2009). 
Na The Gnoll odbywają się również mecze krykieta, pierwsze tego typu spotkanie miało miejsce w latach czterdziestych XIX wieku. Od 2008 do 2012 z obiektu korzystał również klub piłkarski Neath F.C.. Rekord frekwencji na meczu tego zespołu zanotowano 16 lipca 2008 podczas spotkania towarzyskiego ze Swansea City. Był to pierwszy mecz piłkarski na tym obiekcie. 
Stadion posiada cztery trybuny
- Main Stand
- Covered Terrace End
- Cricket Pitch Side
- Away Terrace